# Târșolț (gmina)
Târșolț – gmina w Rumunii, w okręgu Satu Mare. Obejmuje miejscowości Aliceni i Târșolț. W 2011 roku liczyła 3059 mieszkańców.